# Moustapha Fall
Pour les articles homonymes, voir Fall.
Moustapha Fall, né le 23 février 1992 à Paris, est un joueur français de basket-ball. Il joue au poste de pivot.

## Biographie
Après trois ans à Poitiers, Moustapha Fall signe en 2014 à Monaco, promu en Pro B. En juin 2015, il est sélectionné par Pascal Donnadieu pour participer aux Universiades 2015 en Corée du Sud avec l'équipe de France A'. 
L'année suivante, il s'engage pour trois ans avec l'Olympique d'Antibes, puis rejoint l'Élan Chalon. Avec le club chalonnais, il est déclaré joueur du mois en avril 2017 puis meilleur défenseur de la saison, meilleur rebondeur (9,09 rebonds par match), dunkeur (2,65 dunks par match) et contreur (2,26 contres par match). Il réalise aussi la meilleure évaluation chalonnaise sur cette saison 2016-2017 et la deuxième du championnat (20,62 par match).
Bien que courtisé par Barcelone, l'intérieur s'engage avec le club promu de Sakarya en Turquie pour la saison 2017-2018. Un temps pressenti à l'ASVEL, il signe finalement en juillet 2018 avec le club russe du Lokomotiv Kouban-Krasnodar en VTB United League. Après une saison mitigée en Russie marquée par une pubalgie, il retrouve la Turquie en signant avec le Türk Telekom Ankara en juillet 2019. L'année suivante, il rentre en France et rejoint le projet ambitieux de l'ASVEL. Fall est de nouveau nommé meilleur défenseur de la saison.
En juin 2021, Fall s'engage pour deux saisons avec l'Olympiakós, club athénien qui évolue en Euroligue. Le 28 février 2022, il prolonge son contrat avec le club grec jusqu'en 2025.

## Clubs successifs
- 2011-2014 :  Poitiers Basket 86 (Pro A puis Pro B)
- 2014-2015 :  AS Monaco Basket (Pro B )
- 2015-2016 :  Olympique d'Antibes (Pro A)
- 2016-2017 :  Élan sportif chalonnais (Pro A)
- 2017-2018 :  Sakarya SK (TBL)
- 2018-2019 :  Lokomotiv Kouban-Krasnodar (VTB United League)
- 2019-2020 :  Türk Telekom Ankara (TBL)
- 2020-2021 :  ASVEL Lyon-Villeurbanne (Jeep Élite)
- 2021- :  Olympiakos Le Pirée (A1 Ethniki)

## Palmarès

### Club
- Champion de France : 2017[17], 2021
- Vainqueur de la Coupe de France : 2021
- Finaliste de la Coupe d'Europe FIBA : 2017
- Vainqueur de la coupe de Grèce 2022
- Champion de Grèce en 2023, 2025

### Équipe de France
- Médaille d’argent aux Jeux olympiques en 2021.

### Individuel
- Élu meilleur joueur du mois d'avril 2017 en Pro A.
- MVP de la finale de la Coupe de France de basket-ball 2020-2021
- Meilleur défenseur du championnat de France en 2016-2017 et 2020-2021

## Distinction personnelle
- Chevalier de l'ordre national du Mérite (décret du 8 septembre 2021)[18]

La ville de Neuilly-sur-Marne donne à un terrain de basket-ball  en plein air le nom de Moustapha Fall, originaire du quartier des 24 arpents.